# 栗原類
栗原類（1994年12月6日— - ），日本時尚模特。身高177，三圍78-68-85。東京都出身。隸屬JUNES事务所。主要以在『MEN'S NON-NO』與『POPEYE』等男性時尚雜誌上擔任模特、及參加各種綜藝節目等為中心活動。以“極為消極的美型男模”而備受矚目。

## 簡介
混血兒，父親是英國人，母親是日本人。
5歲時開始做模特兒，初中2年級起登上時尚雜誌『MEN'S NON-NO』。
2012年，正就讀高中的他在上綜藝節目『アウト×デラックス』和『芸能★BANG+』時、由於較多的悲觀言論而被冠上“消極模特”就此出名。同年8月，初次參演電視劇『よく眠れる森のレストラン〜アナタノココロをおもてなし〜』。
10月首次出席時尚活動『東京Girls Collection』。11月發售第一本個人寫真集『ネガティブですが、なにか？』。

## 人物
關於自己的性格，他的自我分析是「陰沉、孤獨、悲慘」、「性格怪僻」、「謹慎、深思熟慮」，并稱自己並不覺得自己負面。。表示自身的魅力在於「沉靜、消極之處」。

## 主要出演

### 雜誌
- 『MEN'S NON-NO』[10]
- 『POPEYE』[12]

### 娛樂節目
- 笑っていいとも!（2012年10月 - 、フジテレビ）水曜レギュラー[22][23]
- 東京エトワール音楽院（2012年10月 - 、日本テレビ） - エトワール候補生

### 海報
- BIG JOHN
- 東急ハンズ

### 廣告
- JR東海
- カップヌードル（日清食品）
- イオンレイクタウン
- P!NK『The Truth About Love』[24]

### PV
- K.J.「ヒトコトでいいの…with Alice」[25]（2012年）
- 泉沙世子「スクランブル」（2012年）

### 其它
- 電視劇：よく眠れる森のレストラン〜アナタノココロをおもてなし〜（2012年8月29日、NHK BSプレミアム） -飾演 ルイス [15]
- iPhone應用：栗原類ですいません 〜ネガティブあいうえお〜[26]

## 書籍
- ネガティブですが、なにか?（2012年）[27] ISBN 9784594067137

## 外部連結
- （日語）所屬事務所的簡介
- （日語）官方博客
- （日語）栗原 類/Louis Kurihara的X（前Twitter）